# Commissaire du Yukon
Le commissaire (en anglais : Commissioner) est le représentant officiel du gouvernement fédéral canadien au Yukon et assume des fonctions assimilables à celles d'un chef d'État pour ce territoire. Il assume les responsabilités équivalentes à celles exercées par les lieutenants-gouverneurs des provinces canadiennes, bien qu'il ne constitue pas à proprement parler un vice-roi du roi du Canada.

## Fonctions
Le commissaire du Yukon est une des composantes du gouvernement au Yukon. Au niveau législatif, il est responsable de sanctionner les lois passées par l’Assemblée législative. Le commissaire est nommé par le gouvernement du Canada pour un mandat indéterminé mais depuis 20 ans, il est normal d'avoir un mandat de cinq ans comme les postes équivalents aux niveaux fédéral et provincial.

## Histoire
Le nom et les fonctions de ce poste ont changé au cours des années. Il était un temps où le commissaire était le chef du gouvernement en même temps que le chef d'État.

### Commissaires et administrateurs (1894-1918)
Le tableau suivant répertorie l'ensemble des titulaires de la fonction de « commissaire et administrateur » du Yukon depuis 1897.
| Commissaire                             | Début du mandat  | Fin du mandat    |
| --------------------------------------- | ---------------- | ---------------- |
| James Morrow Walsh                      | 17 août 1897     | 4 juillet 1898   |
| William Ogilvie                         | 4 juillet 1898   | 11 mars 1901     |
| James Hamilton Ross                     | 11 mars 1901     | 16 octobre 1902  |
| Henry William Newlands (suppléant)      | 8 février 1902   | 15 août 1902     |
| Zachary Taylor Wood (suppléant)         | 15 août 1902     | 4 mars 1903      |
| Frederick Tennyson Congdon              | 4 mars 1903      | 27 octobre 1904  |
| Zachary Taylor Wood (suppléant)         | 29 octobre 1904  | 27 mai 1905      |
| William Wallace Burns McInnes           | 27 mai 1905      | 31 décembre 1906 |
| J.T. Lithgow (suppléant)                | 31 décembre 1906 | 17 juin 1907     |
| Alexander Henderson                     | 17 juin 1907     | 1er juin 1911    |
| Arthur Wilson (administrateur)          | 1er juin 1911    | 1er février 1912 |
| George Black                            | 1er février 1912 | 1er avril 1918   |
| George Norris Williams (administrateur) | 13 octobre 1916  | 1er avril 1918   |

### Commissaires de l'or (1918-1932)
Le poste de Commissaire et d'Administrateur (Office of Commissioner and Administrator) a été aboli en 1918 pour devenir Gold Commissioner, responsable devant le ministère de l'intérieur fédéral.
| Gold Commissioner             | Début du mandat   | Fin du mandat     |
| ----------------------------- | ----------------- | ----------------- |
| F. X. Gosselin                | 1907              | 1912              |
| George P. MacKenzie           | 1912              | 16 novembre 1924  |
| Percy Reid                    | 17 novembre 1924  | 14 novembre 1927  |
| George A. Jeckell (suppléant) | 14 novembre 1927  | 10 septembre 1928 |
| George Ian MacLean            | 10 septembre 1928 | 30 juin 1932      |

### Chefs exécutifs (1932-1948)
Les postes de « Gold Commissioner » et « Comptroller » furent combinés en 1932 et ce dernier portait le titre de « Chef exécutif », « Chief executive ». L'orthographe fut changée pour « Controller » en 1936.
| Controller         | Début du mandat   | Fin du mandat     |
| ------------------ | ----------------- | ----------------- |
| George A. Jeckell  | 30 juin 1932      | 20 septembre 1947 |
| John Edward Gibben | 20 septembre 1947 | 12 juillet 1948   |

### Commissaires (depuis 1948)
En 1948, le titre «Chef exécutif» est redevenu «Commissaire». Ce n'est qu'en 1978 que le Yukon s'est doté d'un gouvernement avec un «Leader du gouvernement» Government Leader aujourd'hui nommé Premier ministre avec dévolution des pouvoirs qu'avait le Commissaire. Voir liste des Premiers ministres du Yukon
| Commissaire               | Début du mandat   | Fin du mandat     |
| ------------------------- | ----------------- | ----------------- |
| John Edward Gibben        | 13 juillet 1948   | 15 août 1950      |
| Andrew Harold Gibson      | 15 août 1950      | 15 octobre 1951   |
| Frederick Fraser          | 15 octobre 1951   | 15 novembre 1952  |
| Wilfred George Brown      | 15 novembre 1952  | 8 juin 1955       |
| Frederick Howard Collins  | 8 juin 1955       | 1er mai 1962      |
| Gordon Robertson Cameron  | 1er mai 1962      | 7 novembre 1966   |
| James Smith               | 7 novembre 1966   | 1er juillet 1976  |
| Arthur MacDonald Pearson  | 1er juillet 1976  | 31 octobre 1978   |
| Frank Fingland (intérim)  | 31 octobre 1978   | 19 janvier 1979   |
| Ione Jean Christensen     | 20 janvier 1979   | 9 octobre 1979    |
| Douglas Leslie Dewey Bell | 9 octobre 1979    | 27 mars 1986      |
| John Kenneth McKinnon     | 27 mars 1986      | 11 juin 1995      |
| Judy Gingell              | 12 juin 1995      | 30 septembre 2000 |
| Jack Cable                | 1er octobre 2000  | 30 novembre 2005  |
| Geraldine Van Bibber      | 1er décembre 2005 | 16 décembre 2010  |
| Doug Phillips             | 17 décembre 2010  | 31 janvier 2018   |
| Angélique Bernard         | 12 mars 2018      | 31 mai 2023       |
| Adeline Webber            | 31 mai 2023       | en fonction       |